# The Suede Brothers
The Suede Brothers sind eine 2007 gegründete Band aus Perry, Ohio, die sich grob der Alternative-Rock- bzw. der Stoner-Rock-Szene zurechnen lässt. Die Band selbst bezeichnet ihren Musikstil als „Rust-Belt Rock and Roll“.

## Diskografie
- 2007: The Suede Brothers (Bad Breaker Records)
- 2009: Ill New You (Bad Breaker Records)
- 2011: Night
- 2013: 13 Songs